# Kenjiro Yoshigasaki
Kenjiro Yoshigasaki (Kagoshima, 1951 – Bruxelles, 12 febbraio 2021) è stato un artista marziale giapponese, che arrivò in Europa negli anni settanta per rappresentare la Ki No Kenkyukai.
Kenjiro Yoshigasaki sotto la Ki No Kenkyukai del maestro Koichi Tohei raggiunse l'ottavo dan di Ki Aikidō. Egli tenne stage ed insegnò in numerosi Dojo in Europa, Sudafrica e Sudamerica. Nel 2002, quando il maestro Koichi Tohei cessò di insegnare, lasciando il posto a suo figlio, il maestro Yoshigasaki fondò una propria scuola, l'"associazione internazionale Ki No Kenkyukai", che riunisce i dōjō di tutta l'Europa, del Sudafrica e del Sudamerica.
La didattica del suo maestro, il grande Koichi Tohei, era basata sul concetto di punto unico: la riproposizione, in termini comprensibili anche agli occidentali, del concetto di "hara", cioè il centro vitale dell'uomo situato (secondo antica credenza) nel basso ventre, poco sotto l'ombelico. Da ciò seguivano una serie di "precetti" che aiutavano il praticante a migliorare e sviluppare il proprio Ki, cioè la propria energia vitale.
Yoshigasaki progressivamente abbandonò questa impostazione per passare a una didattica basata sul concetto di "linea", riprendendo un concetto giapponese che, ad esempio, si ritrova nell'arte del massaggio. È importante ricordare che i concetti di punto, linea o qualsivoglia altro esempio non sono da prendere alla lettera, come luoghi geometrici immutabili, ma sono un tentativo di rendere tramite concetti fissi il movimento del corpo umano nello spazio, che di fisso ha ben poco; un maestro di ki aikido non penserà mai a questi concetti nella pratica reale, essi sono delle linee guida per lo studio delle tecniche. Infatti solo una pratica costante riesce a rendere in modo vero il senso del ki aikido, le parole sono un aiuto (in certi casi, perché per alcuni individui invece fungono da ostacolo).

Kenjiro YOSHIGASAKY ha pubblicato i suoi volumi in italiano e spagnolo per la casa editrice Erga di Genova
Viaggio interiore di uno straniero (2002)
Aikido arte di vita - Vol I (2012)
Aikido arte di vita - Vol II (2015)
Aikido arte del peligro arte de vida (2016)